# Powiat homelski

Powiat homelski na mapie guberni mohylewskiej

Powiat homelski — dawny powiat, centrum prowincji sożskiej, składającej się z powiatów homelskiego, czerykowskiego i rohaczewskiego. Po pokoju andruszowskim Homel stanowił jedno z największych starostw na Litwie. 
W latach 1777–1786 hrabia Piotr Rumiancew zbudował miasteczko Bielica, które aż do roku 1851, kiedy przyłączono je do Homla, stanowiło siedzibę powiatu. Dziś na jej miejscu znajduje się rejon nowobielicki Homla.
Powiat ten był jednym z najbardziej przemysłowych powiatów guberni mohylewskiej. Obszarowo odpowiadają mu w przybliżeniu dzisiejsze rejony homelski, budzki, dobruski, i wietkowski obwodu homelskiego na Białorusi.